# Медиев, Решид Медиевич
Решид Медиевич Медиев вариант имени и отчества Абдурешид Медий-оглы (1880, Перекопский уезд, Таврическая губерния — 6 [19] мая 1912) — крымскотатарский общественный деятель, депутат Государственной думы II созыва от Таврической губернии.

## Биография

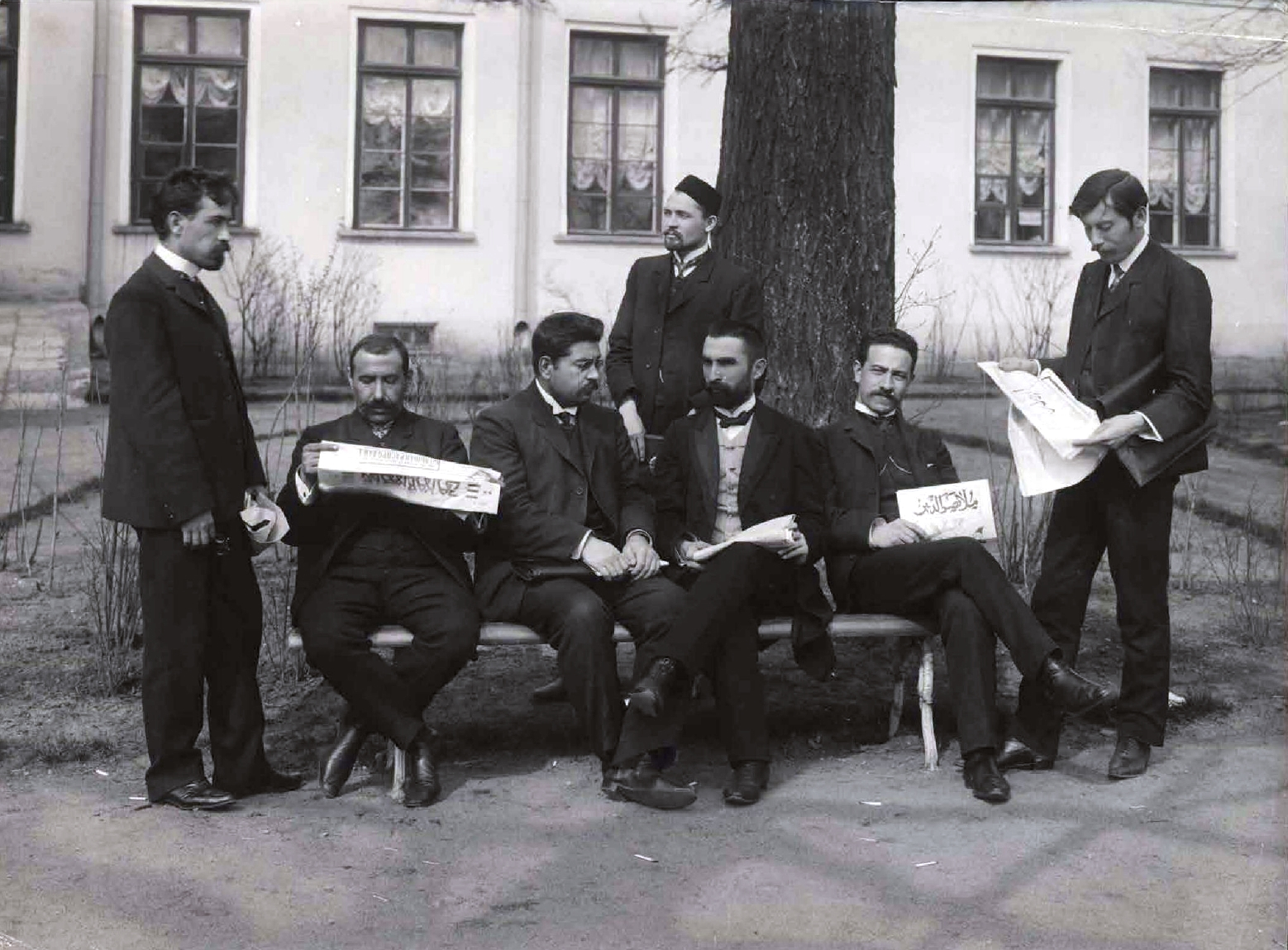
Депутаты II Государственной думы Российской империи. Стоят: Х. Хасмамедов, К. Г. Хасанов, Р. М. Медиев; сидят: А. А. Кардашев, З. Э. Зейналов, Т. Э. Эльдарханов, М. Г. М. Махмудов

По национальности крымский татарин. Родился в бедной крестьянской семье в селе Караджанай Перекопского уезда. Начальное образование получил в традиционном учебном заведении — мектебе. Отец умер, когда Медиеву было десять лет. Однако покровитель и друг семьи, учитель из Армянска, Али Боданинский (в будущем тесть крымскотатарского поэта Эшрефа Шемьи-заде) оплатил обучение и отправил его в Симферопольскую учительскую семинарию, так называемую школу «татарскую школу». В 1902 году Медиев окончил Симферопольскую татарскую школу с отличием. Получил место учителя в школе для крымских татар в Эрмени-Базаре (ныне город Армянск). Затем переехал в Карасубазар, где также получил место учителя. Вошёл в состав крымского отделения либеральной мусульманской организации «Бутюнрусие мусульманларнен иттифаке», которое возглавлял Исмаил Гаспринский. Был арестован по подозрению в симпатиях партии эсеров и помещён в Симферопольскую тюрьму, но 31 октября 1905 года освобождён как «герой революции». Основал в Карасубазаре «Джемиет-и-Хайрийе» («Благотворительное общество»), целью которого была помощь в открытии мектебов и рушдие (училищ), работающих по новому методу. Общество основало национальную библиотеку, содействовало отправке наиболее талантливых молодых людей на обучение за границу (в Стамбул). В 1906 году избран заместителем председателя городской думы Карасубазара, в 1907—1912 стал её председателем. За время работы городским головой в Карасубазаре были построены электростанция, дом культуры, проведена сеть водопровода. Кроме того был членом городской управы Карасубазара. Главный редактор либеральной татарской газеты «Ватан хадими» («Слуга народа»), выходившей с перерывами в 1 мая 1906 по осень 1908, когда была закрыта правительством. Газету морально и с помощью пожертвований поддерживали крымскотатарские учителя. Медиев ставит спектакли на сцене самодеятельного театра, в котором играют школьники и представители крымскотатарской интеллигенции, в частности им была поставлена историческая пьеса Ахмеда Джевдета «Шейх Синан».
Медиева считают лидером крымских младотурок. Сам себя он относил к сторонникам «Мусульманского союза». В момент выборов в Думу годовое жалование составляло 2000 рублей.

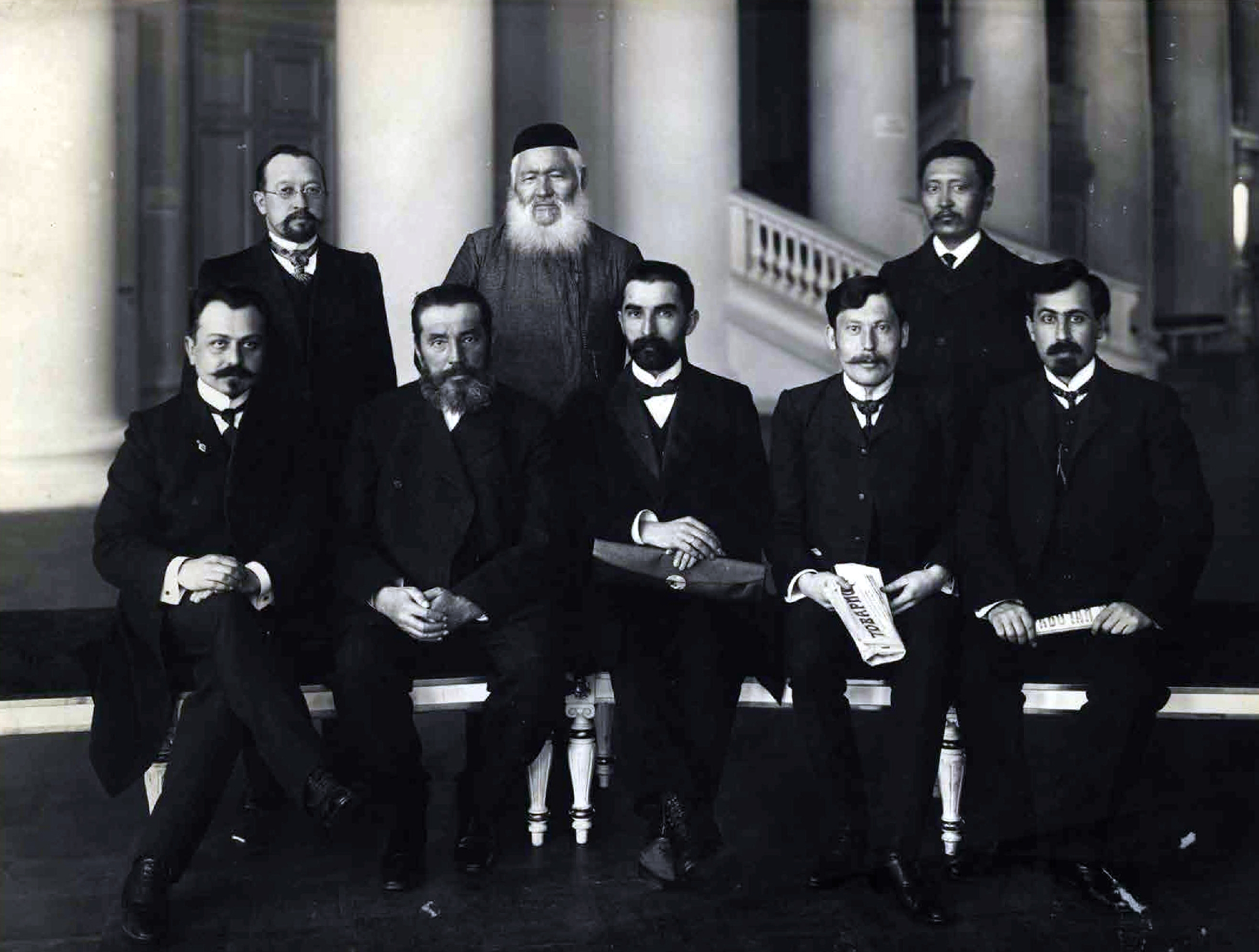
Мусульманская фракция II Государственной Думы (сидят слева направо): Ф. Хан-Хойский, Ш. Сыртланов, Т. Эльдарханов, Р. Медиев, Х. Хас-Мамедов; стоят: М. Биглов, Ш. Сейфетдинов, А. Беремжанов.

7 февраля 1907 избран в Государственную думу II созыва от общего состава выборщиков Таврического губернского избирательного собрания. Вошёл в состав Мусульманской фракции, избран её секретарём. Состоял нескольких думских комиссиях, таких как о неприкосновенности личности, о нормальном отдыхе служащих в торговых и ремесленных заведениях, по народному образованию. В последней исполнял обязанности секретаря подкомиссии по вопросу о языке преподавания в национальных школах. Был очень активен и многократно выступал в Думе и на заседаниях фракции, в частности, на 24 заседании 9 апреля 1907 года по аграрному вопросу и на 10 заседании от 15 марта 1907 года по вопросу о помощи безработным. Собирался преступить к изданию мусульманской газеты на русском языке в Санкт-Петербурге для знакомства российской либеральных кругов с проблемами мусульманского населения, однако воплотить этот план не успел. Однако 31 марта (по другим данным 1 апреля) в доме Высшей свободной школы Медиев выступил с речью под названием «Мусульманская школа в России», и подчеркнул, что в будущем мусульманскую школу он видит общедоступной, светской, бесплатной, и свободной от классово-сословного протекционизма.
После роспуска Думы вернулся в Крым. Предполагали, что Медиев будет обязательно снова участвовать выборах в III Государственную Думу, но по неизвестной причине он публично отказался баллотироваться.
В 1907—1912 служил председателем городской управы Карасубазара. А в ноябре 1907 года Медиев основал русскоязычную газету «Голос мусульманина». Она выходила два раза в неделю. В октябре 1908 года он пытался добиться публикации газеты «Наш голос». Свои статьи он также публиковал в парижском журнале «Мусульманин» и в бакинской газете «Каспий», редактируемой Али-Марданом Топчибашевым.
Умер от туберкулёза.

### Рекомендуемые источники
- Kırımlı H. Kirim tatarlarinda milli kimlik ve milli hareketler (1905—1916). Ankara, 1996;
- Мусульманские депутаты Государственной думы России, 1906—1917 годы: Сборник документов и материалов. Уфа, 1998. С. 297—98;
- Усманова Д. М. Мусульманские представители в Российском парламенте, 1906—1917. Казань, 2005.

### Архивы
- Российский государственный исторический архив. Фонд 1278. Опись 1 (2-й созыв). Дело 273; Дело 553. Лист 8-9.